# Сатир Гераклейский
Сатир (др.-греч. Σάτυρος, ок. 410 — 345 до н. э.) — тиран Гераклеи Понтийской в 352/351 — 345 до н. э.
Брат тирана Клеарха, принял власть в городе после того, как тиран был убит в результате заговора Хиона. Тираноубийство не привело к народному восстанию, на которое, вероятно, рассчитывали заговорщики, и власть сохранилась в руках семьи Клеарха.
Сатир, остававшийся у власти до совершеннолетия старшего из племянников, жестоко расправился с участниками заговора, которые были убиты после страшных пыток, а также с их детьми, и большим числом граждан, вовсе непричастных к заговору. 
Мемнон Гераклейский дает Сатиру чрезвычайно скверную характеристику, сообщая, что в жестокости он превзошел не только Клеарха, но и прочих тиранов, не интересовался ни философией, ни какими-либо другими интеллектуальными занятиями, единственной его страстью были убийства, и он знать не хотел ничего такого, что смягчило бы тиранический способ правления. 
Со временем его жестокость вроде бы уменьшилась, а к брату он был привязан настолько, что решил не только передать власть его сыновьям, но, имея жену-красавицу, прибег к различным способам, дабы остаться бездетным и не оставлять после себя соперников своим племянникам. 
В 345 до н. э. передал власть и значительное семейное состояние старшему племяннику Тимофею, и вскоре был поражен тяжелой болезнью, от которой гнил заживо и умер в ужасных мучениях, которые Мемнон считает расплатой за его отвратительные преступления.